# Éva Csernoviczki
Éva Csernoviczki (ur. 16 października 1986) – węgierska judoczka, brązowa medalistka olimpijska, brązowa medalistka mistrzostw świata, dwukrotna mistrzyni i czterokrotna wicemistrzyni Europy.
Podczas Mistrzostw Europy zdobyła cztery srebrne medale − w Tbilisi (2009), w Wiedniu (2010), w Stambule (2011) i w Kazaniu (2016) oraz cztery brązowe, w Lizbonie (2008), w Czelabińsku (2012), w Baku (2015) oraz w Warszawie (2017).
W 2009 roku podczas Uniwersjady w Belgradzie zdobyła brązowy medal w kategorii do 48 kg.
Brązowa medalistka igrzysk olimpijskich w Londynie w 2012 roku.